# Hexarthrius forsteri
Hexarthrius forsteri es una especie de coleóptero de la familia Lucanidae. Presenta las subespecies:
- Hexarthrius forsteri forsteri
- Hexarthrius forsteri kiyoyamai

## Distribución geográfica
Habita en Assam, Bután y Camboya.